# Fashion Rocks 2006
Fashion Rocks 2006 o 3th Annual Fashion Rocks (7 de septiembre de 2008). Es la tercera gala anual en la que la moda y la música se unen, todo esto con fines benéficos para ayudar al necesitado y también para establecer una relación entre la música y la moda. La celebración se produjo en New York en el Radio City Music Hall. El conductor de este evento fue el músico, cantante, conocedor de la moda y filántropo Elton Jonh.

## Presentaciones Musicales
Las presentaciones musicales de ese año fueron desde viejos hasta nuevos talentos en la música, tales como:
| Artistas            |                    |
| ------------------- | ------------------ |
| Christina Aguilera  | Beyoncé            |
| Bon Jovi            | Rihanna            |
| The Black Eyed Peas | Daddy Yankee       |
| Jay-Z               | Faith Hill         |
| Tim McGraw          | The Pussycat Dolls |

La música era muy selectiva entre R&B, Pop Clásico, Country y Rap Moderno.

## Presentadores
Los presentadores para este evento fueron desde algunas estrellas de la moda y Hollywood hasta diseñadores como:
- Max Azria.

- Christopher Bailey.

- Mischa Barton y Rachel Bilson .

- Marc Jacobs.

- Donna Karan.

- Denise Richards.

## Organización Benéfica
El dinero que se recaudó de la venta de boletos fueron directamente a la organización benéfica Elton John AIDS Foundation.